# Bauernzeitung (Deutschland)
Die Bauernzeitung ist eine 1960 in der DDR gegründete landwirtschaftliche Wochenzeitung aus Berlin, die von der dbv network GmbH herausgegeben wird. Die Publikation hat einen regionalen Fokus auf die Bundesländer Mecklenburg-Vorpommern, Brandenburg, Sachsen, Sachsen-Anhalt und Thüringen.

## Inhalt
Als landwirtschaftliches Fachmedium konzentriert sich die Bauernzeitung auf die Themen der Agrarbranche in den ostdeutschen Bundesländern. Neben branchenspezifischen Themen wie Agrarpolitik und Landtechnik liegt der Fokus nach eigener Darstellung auch auf gesellschaftlichen Themen wie Familie und Gesundheit in der Landbevölkerung.

## Geschichte
Im Juli 1960 beschloss die SED-Parteiführung der DDR die Gründung der Neuen Deutschen Bauernzeitung, die damit die bis dahin erscheinenden Titel Der Genossenschaftsbauer, Der Freie Bauer und Landjugend ersetzte. Am 4. November 1960 erschien die Erstausgabe unter dem Chefredakteur Arnolf Kriener. Im Jahr 1961 erreichte die Zeitung 200.000 Abonnenten in der DDR, nachdem die Auflagen der Vorläufertitel stark gesunken waren. 1986 gab Arnolf Kriener die Chefredaktion an Udo Augustin ab. Zu dieser Zeit hatte die Bauernzeitung eine wöchentliche Auflage von 225.000 Exemplaren. Am 8. Dezember 1989 erklärte sich die Redaktion unter dem Eindruck der Montagsdemonstrationen und der Friedlichen Revolution für unabhängig vom bisherigen Herausgeber, der SED. Die Zeitung trug von nun an den Titel Unabhängiges Wochenblatt für Landwirtschaft und Ernährung. Nach der deutschen Wiedervereinigung erfolgte im September 1991 die Privatisierung durch die Treuhandanstalt, die den Deutschen Bauernverlag anteilig an vier westdeutsche Agrarverlage (Landwirtschaftsverlag Münster, Bayerischer Landwirtschaftsverlag, Landbuchverlag Hannover, Landwirtschaftsverlagsgesellschaft Oldenburg) verkaufte. Im Zuge der Verkaufs wurden Franz-Josef Budde und Johannes Urban als Chefredakteure eingesetzt. Der vorherige Chefredakteur verließ den Verlag. Seit 1992 erscheint das Blatt unter seinem heutigen Titel Bauernzeitung. Im Jahr 2000 ging die Webseite bauernzeitung.de online.
Am 14. Mai 2025 gab der Deutsche Landwirtschaftsverlag (dlv) seine Absicht bekannt, die Bauernzeitung zum 1. September 2025 vollständig übernehmen zu wollen. Die Übernahme steht unter dem Vorbehalt der kartellrechtlichen Genehmigung.

## Gesellschafter
Die hinter der Bauernzeitung stehende dbv network GmbH befindet sich im Besitz des Landwirtschaftsverlages Münster (u. a. top agrar), der BLV Verlagsgesellschaft mbH (hält 75 % am Deutschen Landwirtschaftsverlag) und der LV Beteiligungs GmbH (hält 25 % am Deutschen Landwirtschaftsverlag).
| Gesellschafter der dbv network GmbH | Anteil |
| ----------------------------------- | ------ |
| Landwirtschaftsverlag Münster       | 48 %   |
| BLV Verlagsgesellschaft mbH         | 32 %   |
| LV Beteiligungs GmbH                | 20 %   |

Stand: Dezember 2023

## Chefredakteure
| 1960–1986          | Arnolf Kriener                    |
| 1986–Oktober 1991  | Udo Augustin                      |
| Oktober 1991–1993  | Franz-Josef Budde, Johannes Urban |
| 1993–1996          | Brigitte Braun                    |
| 1996–2008          | Ralf Stephan                      |
| 2008–2010          | Ralph Judisch                     |
| 2010–2020          | Thomas Tanneberger                |
| 2020–2023          | Ralf Stephan                      |
| seit November 2023 | Claudia Duda                      |

## Redaktion
| Themengebiet                              | Redakteur         |
| ----------------------------------------- | ----------------- |
| Chefredakteurin, Agrarpolitik, Online     | Claudia Duda      |
| Agrarpolitik, Leserbriefe                 | Ralf Stephan      |
| Chef vom Dienst, Neue Energien, Haustiere | Christoph Feyer   |
| Tierhaltung                               | Annett Gefrom     |
| Betriebsführung                           | Klaus Meyer       |
| Landtechnik                               | Jörg Möbius       |
| Unternehmen, Recht & Agrarrecht           | Hilmar Baumgarten |
| Acker- und Pflanzenbau                    | Erik Pilgermann   |
| Dorf und Familie, Ratgeber                | Bärbel Arlt       |
| Bildredaktion                             | Sabine Rübensaat  |
| Landesredaktion Mecklenburg-Vorpommern    | Nicole Gottschall |
| Landesredaktion Brandenburg               | Heike Mildner     |
| Landesredaktion Sachsen-Anhalt            | Detlef Finger     |
| Landesredaktion Sachsen                   | Karsten Bär       |
| Landesredaktion Thüringen                 | Frank Hartmann    |